# Flaesheim
Flaesheim (flaːshaim), mit Dehnungs-e (niederdeutsch: Flaosem) ist ein Ortsteil der Stadt Haltern am See in Nordrhein-Westfalen mit 1.919 Einwohnern (April 2024).
Flaesheim zeichnet sich durch die Nähe zum Waldgebiet Haard im Süden und den Wesel-Datteln-Kanal mit der parallelen Lippe im Norden aus; verschiedene landwirtschaftlich genutzte Flächen kennzeichnen das Umland.
Durch die geographische Situation auf der Grenze zwischen Ruhrgebiet und Münsterland ist die regionale Zuordnung umstritten. Da Flaesheim ein Teil vom Vest Recklinghausen ist und wegen der historischen Zugehörigkeit zum Erzbistum Köln (heute im Bistum Münster), zudem der Lage südlich der Lippe gehört es historisch zum Ruhrgebiet.

## Geographie

### Geographische Lage
Der Ort liegt am nördlichen Rand des Ruhrgebietes im Tal der Lippe und nördlich der Haard.

### Ortsbild
Flaesheim besteht im Wesentlichen aus drei Siedlungsbereichen: Im Westen die Bauerschaft Flaesheim-Dorf, zentral gelegen der Hauptort Flaesheim (bzw. Flaesheim-Stift in Anlehnung an das ehemalige Kloster Flaesheim) und im Osten die Bauerschaft Westleven.
Bedingt durch die gute Anbindung zur A 43 und A 52 sowie ein Unterangebot an lokalen Arbeitsstellen hat sich Flaesheim zu einem Pendlerdorf entwickelt. Andererseits verbringen gerade aus dem Ruhrgebiet viele Leute hier ihre Freizeit, sei es zu Tagesausflügen in die nahe gelegene Haard oder zum längeren Entspannen auf einem der Campingplätze.
Das örtliche Leben ist von den ortsansässigen Vereinen wie dem Sportverein SuS Concordia Flaesheim 1969 e. V. (dessen Frauenfußballabteilung sich 1999 mit der Frauenfußballabteilung des Rot-Weiß Hillen zum eigenständigen Bundesligaverein FFC Flaesheim-Hillen zusammengeschlossen hatte), dem Bürgerschützenverein 1899/1952 e. V., dem Heimatverein, der Freiwilligen Feuerwehr Flaesheim und ihrem Spielmannszug geprägt.

## Geschichte

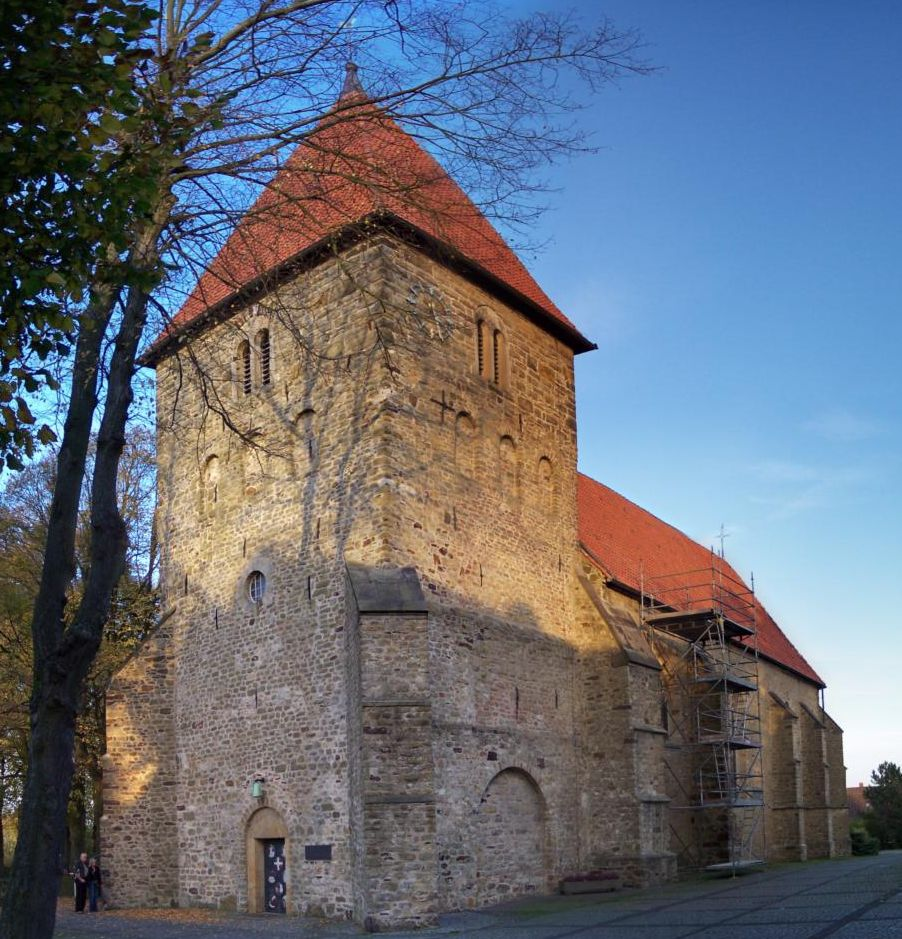
Stiftskirche St.-Maria-Magdalena

Die ersten germanischen Siedlungs- und Grabfunde stammen aus der Zeit um 9 n. Chr. In der Zeit zwischen 700 und 720 waren die Sachsen auf dem Gebiet des heutigen Flaesheim; dies belegt der Fund heidnischer Gräber nahe der Stiftskirche.
Im Jahre 1166 stiftete Graf Otto I. von Ravensberg das Kloster Flaesheim. Die ersten Stiftsfrauen kamen aus dem rheinischen Knechtsteden und wurden nach der Regel des hl. Augustinus Prämonstratenserinnen genannt.
Nachdem Graf Otto II. von Ravensberg auf das Stift Flaesheim verzichtet hatte, ging es in den Besitz des Erzbischofs von Köln über.
Die Äbtissin Maria von Ketteler stiftete dem Kloster Flaesheim einen neuen Hochaltar, der vom Bildhauer Gerhard Gröninger aus Münster entworfen wurde.
Eine Schule wurde erstmals 1717 erwähnt. Zunächst war sie eine reine Pfarrschule, doch im Jahre 1799 wurde mit dem Bau eines Schulgebäudes begonnen.
Im Jahre 1803 ging das Stift Flaesheim in den Besitz des Herzogs von Arenberg über, der es 1808 auflöste.
Seit dem 17. Oktober 1920 hat Flaesheim eine eigene Freiwillige Feuerwehr. Die Elektrizität kam 1922 nach Flaesheim und am 14. Juni 1939 wurde das Wappen Flaesheims festgelegt.
Durch § 11 Ruhrgebiet-Gesetz wurde die Gemeinde Flaesheim ein Ortsteil der Stadt Haltern.

## Kultur und Sehenswürdigkeiten

### Stiftskirche St.-Maria-Magdalena
Die Pfarrkirche St.-Maria-Magdalena, eine frühere Stiftskirche des Klosters Flaesheim, erbaut im 14. Jahrhundert, ist romanischen Ursprungs (teils gotisch ergänzt) und enthält einige bedeutende Kunstschätze. Gegenüber steht das St. Norberthaus, welches als Veranstaltungsort und Gemeindezentrum dient.
Unmittelbar westsüdwestlich der Kirche steht am Stiftsplatz eine 500-jährige Sommerlinde (ND 115, im Panorama links).

### Veranstaltungen und Feste
Ein besonderes, volksfestartiges Ereignis ist die alljährliche Errichtung eines Holzkohlenmeilers im Mai am Dachsberg in der Haard. Außerdem findet alle drei Jahre ein Schützenfest statt.

## Wirtschaft und Infrastruktur

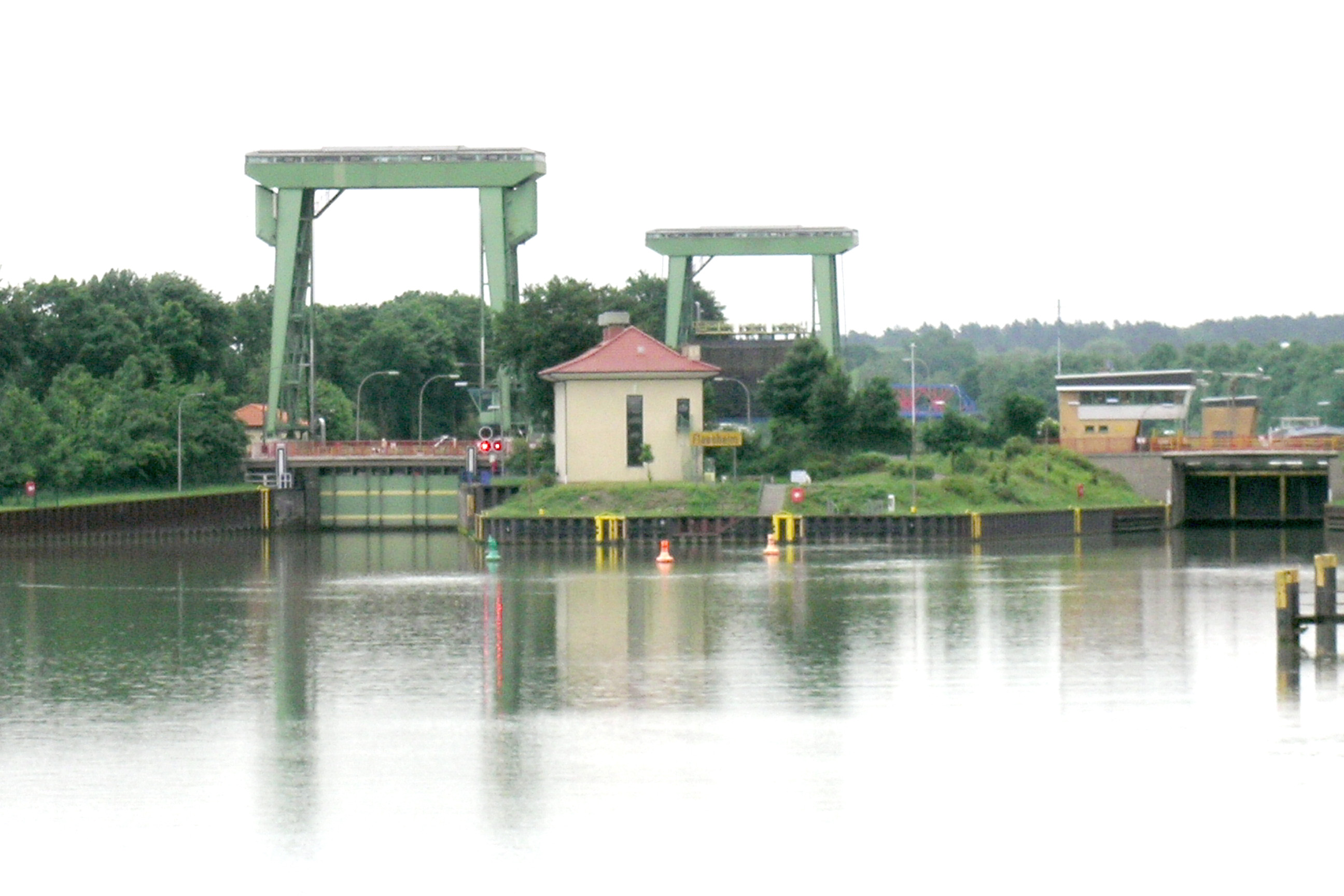
Schleuse Flaesheim

Durch die Buslinie 288, die von den Vestischen Straßenbahnen betrieben wird und von Datteln nach Haltern führt, ist Flaesheim mit dem öffentlichen Personennahverkehr zu erreichen.
| Linie | Verlauf | Takt (Mo–Fr) |
| ----- | --- | ------------ |
| 288   | Haltern am See Bf – Haltern am See Kärntner Platz – Hamm-Bossendorf – Örter Pütt – Flaesheim – Ahsen – Bauerschaft Klostern – Datteln Bus Bf | 60 min       |

An das Fernstraßennetz ist Flaesheim durch die Autobahn A 43 Wuppertal–Münster am Autobahnkreuz Marl-Nord angebunden. Dort endet auch die A 52 von Düsseldorf über Essen, deren Zubringer (L 612) nach Flaesheim führt.
Der Wesel-Datteln-Kanal begrenzt Flaesheim im Norden. Nahe der Stiftskirche liegt die Schleuse Flaesheim. Weiter östlich – im Verbindungsarm zu einem Baggersee – befindet sich die Marina Flaesheim.